# Joss Didiba
Joss Didiba (* 11. listopad 1997, Douala) je italsko-kamerunský fotbalový obránce či záložník, od roku 2022 hrající za FC Zlín.

## Klubová kariéra
Didiba prošel akademií Perugie a Juventusu. V Itálii dále vystřídal kluby Matera, Ebolitana a Troina.

### FK Senica
1. července 2019 přišel zadarmo do slovenské Senice. Už při přestupu si získal místo v základní sestavě. Prvoligový debut si připsal 20. července 2019 v zápase proti Trenčínu, kdy v 87. minutě střídal Lovra Cveka. V zápase Senica zvítězila 3:1. Krátce nosil i kapitánskou pásku.

### SFC Opava
V září 2020 odešel na hostování s možností opce do Opavy. Zde taktéž nastupoval v základní sestavě, a svými výkony si vybojoval i přestup. Prvoligový debut si připsal 19. září 2020 proti Českým Budějovicím. Zápas skončil bezgólovou remízou. Následující léto přestoupil do SFC nastálo. Za Opavu celkově odehrál 59 zápasů a připsal si 4 góly.

### FC Zlín
V létě 2022 podepsal tříletou smlouvu ve Fastavu Zlín.

## Reprezentační kariéra
Didiba odehrál taktéž dvě utkání v dresu Kamerunské juniorské reprezentace U20, více startů za jeho domovinu si zatím nepřipsal.

## Osobní život
V roce 2013 odjel do Itálie, kde ho vzala do pěstounství rodina Didibů a získal tak italské občanství.